# Danie Thiart
Danie Thiart, nascut el 29 abril 1980 a Vredendal a Sud-àfrica, és un jugador sud-africà de rugbi a 15 evolucionant a la posició de pilar a l'USAP.

## Carrera
- 2002 - 2003 : Frontera (Copa Currie)
- 2004 - 2005 : Aguilas SWD (Copa Currie)
- 2006 - 2007 : Bulls (Copa Currie)
- 2006 - 2007 : Bulls (Super Rugby)
- 2007-2011: Montpellier Hérault rugby
- des de 2011: USAP

## Selecció Nacional
- Internacional d'Àfrica del Sud Sub-21
- Redactat amb l'equip per fer front a la XV Europa Barbarians francesos a Brussel el 14 novembre 2009 de la 75 aniversari del joc de la FIRA-AER.